# Spiral (film)
Spiral (alternativt skriven som Spiral: From the Book of Saw eller Spiral: From the Legacy of Saw) är en amerikansk skräckfilm från 2021. Filmen är regisserad av Darren Lynn Bousman och är skriven av Josh Stolberg och Peter Goldfinger, och är den nionde filmen i Saw-serien. Filmens huvudroller spelas av Chris Rock och Samuel L. Jackson. Andra skådespelare som medverkar i filmen är Max Minghella och Marisol Nichols.
Filmen hade biopremiär i Sverige den 28 maj 2021, utgiven av Nordisk Film. Filmen skulle från början ha haft biopremiär i maj 2020, men blev uppskjuten med ett år i och med coronaviruspandemin. Uppföljaren, Saw X, har biopremiär i oktober 2023.

## Handling
Mitt under det amerikanska nationaldagsfirandet blir en poliskommissarie vid namn Marv Bozwick attackerad och tillfångatagen av en okänd figur med grismask för att sedan dödas av ett snabbgående tåg på tunnelbanan. Dagen efter väljer kapten Angie Garza att utse kommissarie Zeke Banks och hans nya partner William Schenk som ansvariga utredare för Bozwicks död. Banks inser snart att detta påminner väldigt mycket om tidigare mordfall, utförda av den numera avlidne mördaren Jigsaw. Flera andra poliser tas dessutom tillfånga av Bozwicks mördare och går samma hemska öde till mötes. Den stora frågan lyder bara: Vem är denna mördare och varför väljer hen att ge sig på just poliser? Och vad är dennes motiv till att utföra alla dessa mord?

## Rollista (i urval)
- Chris Rock – Kommissarie Zeke Banks
- Max Minghella – Kommissarie William Schenk
- Samuel L. Jackson – Marcus Banks
- Marisol Nichols – Kapten Angie Garza
- Daniel Petronijevic – Kommissarie Marv "Boz" Bozwick
- Richard Zeppieri – Kommissarie Fitch